# アンバガイ・カン
アンバガイ・カン（モンゴル語: Ambaγai Qan、生没年不詳）は、モンゴル部ボルジギン氏モンゴル国の第2代カン。セングン・ビルゲの子。祖父のチャラカイ・リンクゥに始まるネグス氏に代わり、タイチウト氏を創始し、その祖となる。『元朝秘史』ではアンバガイ・カハン（俺巴孩合罕、Ambaγai Qahan）、『集史』ではハンバカーイー・カーアーン(Hambaqāī qā'ān)、『元史』では咸補海罕と表記。書籍によってはアバガイ・カンとも表記される。

## 生涯
又従兄弟のカブル・カンが亡くなると、その後を継いでモンゴル国第二代のカンとなり、「あまねきモンゴル（カムク・モンゴル）」を統治した。
アンバガイ・カンはブユル湖とコレン湖の間のウルシウン河のふもとにあるアイリウト・ビルウトというタタルの民に娘を与えるため、自ら娘を送りに行ったが、タタルの乣の民（ジュイン・イルゲン）によって捕えられ、金朝の皇帝のもとへと連行された。この時、アンバガイ・カンはベスト氏族のバラカチ使臣（エルチン）に言づけて、息子のカダアン・タイシに族子のクトラ（カブル・カンの四男）と共に我の仇を取れと命じた。
アンバガイ・カンは金帝国に連行されると、木馬に釘打ちの刑に処されて磔のような形で死亡した。

## 子
アンバガイ・カンには10人の子がいた。
- アダル・カン(Adal Qan)…タルグタイ・キリルトク(Tarγutai Qiriltuγ,Tarqūtāī Qirīltūq)の父
- アウチュ・バアトル（アンク・ハクチュ）(A'uču Ba'atur,Āngqū Hāqūčū)[4]
- カダアン・タイシ(Qada'an Taiši)
- クリル・バアトル
- トドエン・ギルテ(Tödö'en Girte)[5]
- コドン・オルチャン(Qodun Orčang)
- バカチ
- ウドル・バヤン

## 系図
- ボドンチャルからカブル・カンまでのボルジギン氏の系図

- カブル・カンから始まるキヤト氏の系図と、アンバガイ・カンから始まるタイチウト氏の系図

## 参考資料
- ドーソン（訳注：佐口透）『モンゴル帝国史1』（1989年、平凡社、ISBN 4582801102）
- 村上正二訳注『モンゴル秘史１チンギス・カン物語』（1970年、平凡社）